# Ii Naonori
Ii Naonori est un nom japonais traditionnel ; le nom de famille (ou le nom d'école), Ii, précède donc le prénom (ou le nom d'artiste).
Ii Naonori (井伊 直憲, 22 mai 1848 - 9 janvier 1904) est un daimyo japonais de la fin de l'époque d'Edo, qui dirige le domaine de Hikone. Il est le deuxième fils d'Ii Naosuke. Après qu'il a été déposé en 1871, il part étudier aux États-Unis et en Angleterre. Il est fait comte dans le nouveau système nobiliaire au cours de l'ère Meiji.

## Source de la traduction
- (en) Cet article est partiellement ou en totalité issu de l’article de Wikipédia en anglais intitulé « Ii Naonori » (voir la liste des auteurs).